# Стефан Драгутин
Сте́фан Драгу́тин (серб. Стефан Драгутин; до 1253 — 12 марта 1316) — король Сербии (1276—1282) и Срема (1282—1316) из династии Неманичей. Старший сын короля Стефана Уроша I и его жены Елены Анжуйской. После неудачного похода его отца против Венгрии в 1268 году женился на дочери короля Иштвана V Екатерине. В 1276 году восстал против своего отца и с помощью венгров занял сербский престол. В 1282 году под давлением недовольных его политикой аристократов был вынужден отречься от престола в пользу своего младшего брата, Милутина. Взамен получил в управление земли в центральной и северной Сербии (Срем), а также, возможно, сохранил королевский титул. Первоначально оставался в хороших отношениях с братом и в 1283 году поддержал его поход против Византии. В 1284 года присоединил к своим землям Усоре и Соли в северной части Боснии. В том же году получил от венгерского короля банат Мачва, а в 1291 году присоединил Браничево. К концу столетия его отношения с братом испортились, что привело к началу войны в 1301 году, в результате которой Драгутин потерял часть своих земель. Одновременно он принимал активное участие в войне за венгерское наследство, предлагая своего сына Владислава в качестве кандидата на трон.

## Биография

### Ранние годы и завоевание трона

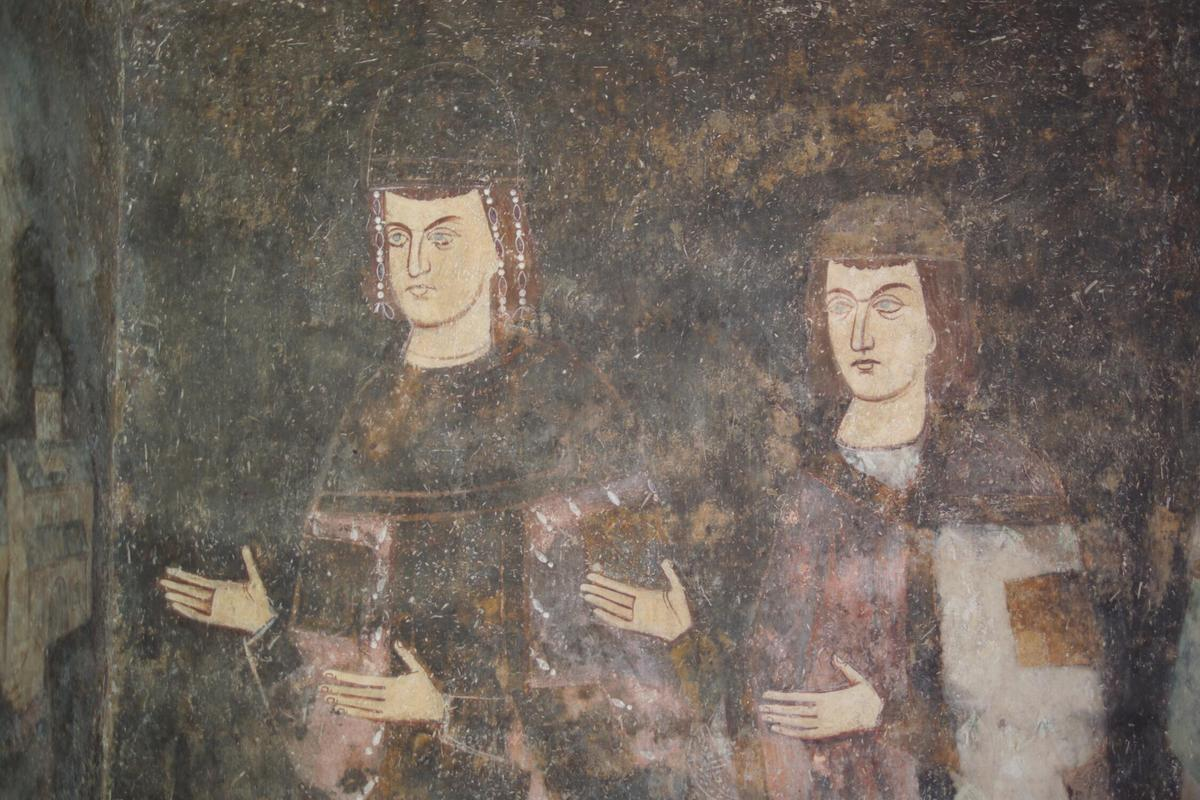
Молодые Драгутин и Милутин на фреске в монастыре Сопочаны

Драгутин был старшим сыном Стефана Уроша I и его жены Елены Анжуйской. Примерную дату его рождения указывают в диапазоне между 1250 годом (свадьба его родителей) и 1253 годом (рождением его младшего брата). После достижения совершеннолетия Драгутин женился на Екатерине, дочери короля Венгрии Иштвана V. Свадьба состоялась, вероятно, в 1268 году, когда Стефан Урош I атаковал Венгрию. Тогда Урош решил воспользоваться масштабным конфликтом между королем Белой и его сыном Иштваном и с войском вторгся в принадлежащую венграм Мачву, однако после первоначальных успехов был разбит местным баном Белой Ростиславичем, который получил подкрепление от короля Белы, и попал в плен. Венгры освободили Уроша под гарантии, что его сын Драгутин, женатый на венгерской принцессе Екатерине, получит больше власти в стране и сможет влиять на государственные дела. С тех пор в документах Драгутин именуется «младшим королем». Некоторые историки, в том числе Сима Чиркович, считают, что брак Драгутина с Екатериной был заключен именно после этих событий, а не до вторжения Уроша в Мачву. По мнению некоторых исследователей, свадьба состоялась ранее 1268 года, поскольку в этом году византийское посольство прибыло в Сербию для переговоров о браке младших сыновей короля, а значит, Драгутин уже был женат.
В целях централизации власти в королевстве Стефан Урош не стал выделять уделы своим сыновьям. Старший из них, Драгутин, оставаясь при королевском дворе, при поддержке своего тестя, венгерского короля Иштвана V, стремился, однако, получить себе в управление часть королевства. По мнению Симы Чирковича, это было одним из условий освобождения Уроша из венгерского плена в 1268 году. Несмотря на постоянные требования сына и давление со стороны Венгрии, Урош длительное время отказывался выделить Драгутину удел в правление. В очередной раз Драгутин поднял этот вопрос непосредственно после войны с Дубровником в 1275 году. Стефан Урош вновь ответил отказом.
В 1276 году Драгутин начал восстание. С той частью сербского дворянства, что выступила на его стороне, он прибыл в Венгрию и попросил там помощи в войне против отца. Ученые расходятся во мнениях о причинах восстания. М. Динич полагает, что оно было вызвано стремлением Драгутина к власти. По словам Л. Мавроматиса, это была реакция на назначение Милутина наследником престола. Аналогично и в средневековых хрониках часть авторов возлагают вину на Уроша, а другие на Драгутина. Пополнив свое войско венгерскими и половецкими отрядами, Драгутин вторгся в Сербию. В битве близ города Гацко армия Уроша была разбита. Архиепископ Данило II так писал об этих событиях:
И так как между ними был великий бой в земле, именуемой Гацко, сын одолел родителя и взял его престол силой. И когда стал править на престоле отца в земле сербской, стал звать себя благочестивым, христолюбивым, самодержавным всей сербской, поморской, подунайской и сремской земли королем Стефаном.
После поражения в битве Урош отрекся от престола и постригся в монахи в монастыре Сопочаны, где скончался в 1277 году.

### Король Сербии
Придя к власти, Драгутин под давлением со стороны дворянства был вынужден выделить своей матери Елене в управление обширную территорию, включавшую в себя Зету, Травунию и часть побережья, в том числе Конавлию и Цавтат. Его младший брат, Милутин, женился на дочери фессалийского правителя Иоанна Дуки Ангела и жил при дворе своей матери в Шкодере. В этой ситуации правители на местах стали обретать все большую автономию, что всерьез угрожало целостности государства.

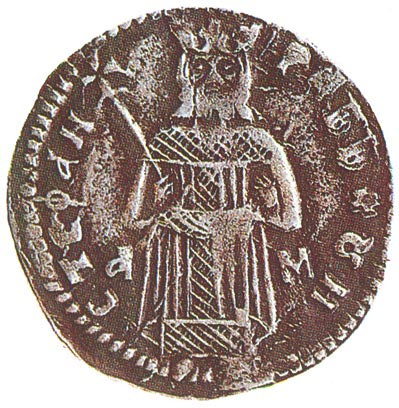
Динар король Драгутина

Внешняя политика Драгутин была осторожной и опиралась, в основном, на Венгерское королевство. Он также заключил новый договор с Дубровником и поддерживал хорошие отношения с Венецией. Драгутин остался верным союзу с Карлом Анжуйским, стремясь возродить ликвидированную греками в 1261 году Латинскую империю. Альянс был оформлен еще Стефаном Урошем и был поддержан после его отречения королевой Еленой. Однако в то же время византийский император Михаил VIII после смерти короля Венгрии Белы IV сумел добиться сближения с венграми. В результате Драгутин за шесть лет своего правления не предпринял никаких серьезных шагов против Византии, ограничившись небольшим вторжением в 1281 году. Эта его политика, по мнению ряда историков, стала главной причиной его падения. В 1281 году небольшие сербские отряды вошли в византийские пределы и заняли несколько областей. Однако вскоре византийцы смогли разбить войска Карла Анжуйского и занять часть албанских территорий, а затем двинулись против сербов. Узнав об этом, Драгутин отозвал свои войска из византийских владений, но противник вслед за ними вошел в Сербию и разорил земли до Липляна. Вскоре сербы остались одни на один против Византии, так как в 1282 году «Сицилийская вечерня» положила конец амбициям Карла Анжуйского на Балканах.
В том же 1282 году Драгутин упал с лошади и сломал ногу. Источники сообщают, что травма была настолько серьезной, что имелись опасения за жизнь короля (вероятно, произошло заражение раны или даже гангрена). По сведениям архиепископа Даниила II («Жизнь Святого Стефана Драгутина»), Драгутин созвал собор в Дежеве, на котором, в связи с состоянием здоровья, отрекся от престола в пользу своего младшего брата Милутина. Подробные данные о ходе съезда не сохранились и известны только из более поздних источников Сербии и Византии. Сомнения исследователей вызывает тот факт, что Драгутин огласил немедленное отречение, не принимая даже попыток образовать регентский совет и дождаться результатов своего лечения. Согласно большинству ученых, съезд в Дежеве был созван по инициативе сербской властелы, недовольной политикой короля и поражениями от византийцев, и травма была лишь предлогом к смещению Драгутина. Они ссылаются на Даниила II, писавшего, что у Драгутина возникли серьезные трудности, приведшие к созыву съезда знати. Хотя текст не дает объяснений о сути затруднений, ученые полагают, что предпосылкой отречения короля было мощное восстание. Его причины неизвестны, поскольку в источниках не отражены. Вероятно, Милутин не участвовал в съезде, и движущей силой событий в Дежеве была аристократия, полагавшая, что новым королём будет легче манипулировать.
В результате Драгутин передал власть над центральной Сербией брату, но сохранил земли на севере страны, в Среме. Видимо, он отказался и от королевского титула, хотя уверенности в этом нет. Согласно Мавроматису, на съезде в Дежеве произошло фактическое разделение государства и появление двух королевств — Сербского и Сремского. Отдельным поводом для споров является вопрос о престолонаследии. В некоторых византийских источниках упомянуто, что сын Драгутина Владислав был назначен преемником Милутина. Мавроматис считает эти сведения ошибочными, по его словам, съезд в Дежеве не решал вопрос о преемственности. По мнению сербского историка Желько Файфрича, Драгутин не верил своему брату и, опасаясь за свою жизнь, выбрал себе в удел земли, граничившие с Венгерским королевством, на которое мог опереться в случае конфликта с Милутином.

### Правление северными землями после отречения

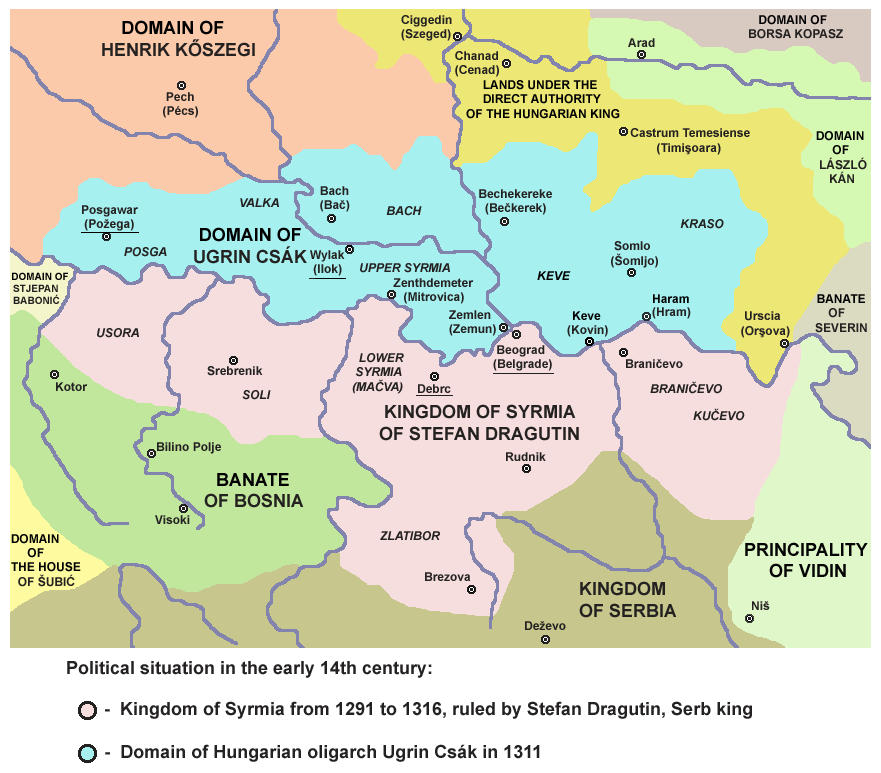
Владения Драгутина после отречения

В дополнение к обширной территории в северо-западной Сербии с Рудником и Ариле Драгутин получил Ускопле и район Дабару в долине реки Лим. Его земли, таким образом, лежали к югу от границы с Венгрией. Неизвестно, были ли они изолированными анклавами посреди владений Милутина или соединялись друг с другом узкими полосками земли. После съезда в Дежеве многие дворяне с согласия короля Милутина отправились вместе с Драгутином в его новые земли. Среди ученых до сих пор ведутся споры, насколько тесными оставались связи между землями Драгутина и остальной Сербией, платил ли Драгутин дань королю — решение этих вопросов позволило бы установить, сохранялась ли целостность государства в этот период или Сербия распалась на два независимых королевства.
После утверждения в северной Сербии Драгутин какое-то время поддерживал дружеские отношения с братом. В 1283 году он поддержал экспедицию Милутина против Византийской империи и во главе своих войск вступил в Македонию, достиг берегов Эгейского моря, захватив по пути ряд городов и крепостей. Это был на тот момент один из самых крупных походов сербской армии. Так как византийцы практически не оказывали сопротивления, Милутин позволил Драгутину вместе с армией вернуться в свои владения, а сам продолжил завоевание византийских земель.
Вернувшись в свой удел, Драгутин обратил внимание на север. В 1284 году Драгутин получил от венгерского короля обширные земли: Мачву и Белград (современная Сербия), а также Усору и Соли (север современной Боснии). Свои резиденции он разместил в Дебреце и Белграде, и стал первым сербским королем, правившим будущей столицей Сербии. Примерно в этом же время современнки стали называть его «Сремским королем». В Боснии Драгутин боролся с еретиками, а также укреплял связи с баном Степаном Котроманом, за которого выдал свою дочь Елизавету.
Политика Драгутина в значительной степени была ориентирована на Запад. Поддерживая бана Степана, он, со временем, приобрел на него большое влияние. Другую свою дочь Урошицу Драгутин выдал замуж за хорватского бана Павла Шубича. Он также поддерживал связи с Неаполитанским королевством, Венецией и Римом. Существует версия, согласно которой в 1291 году Драгутин перешел в католицизм.
В Мачве Драгутин столкнулся с угрозой грабительских набегов со стороны правивших в Браничеве братьев Дрмана и Куделина. По происхождению болгары или половцы, Дрман и Куделин утвердили свою власть в Браничеве в начале 1280-х годов и совершали грабительские экспедиции в соседние земли, главным образом в Мачву. Опираясь на мощную крепость Ждрел-на-Млави, братья чувствовали себя в безопасности и не опасались возмездия со стороны правителей разоренных земель. Венгерские войска неоднократно предпринимали походы против них, но каждый раз были вынуждены отступить, а в 1285 венгры были разбиты в ведущем к крепости ущелье. Крупный поход против Дрмана и Куделина предпринял и Стефан Драгутин. По предположению Желько Файфрича, он хотел упредить очередное вторжение братьев в свои земли и, разбив их, присоединить Браничево к своим владениям. Однако поход окончился разгромом сербского войска. Когда остатки посланной Драгутином армии покинули область Браничева, Дрман и Куделин наняли половецкие и татарские отряды, с помощью которых разорили значительную часть владений Драгутина. В результате Драгутин обратился за помощью к брату, и объединенное войско смогло покорить Браничево к 1290 году. Область была присоединена к владениям Драгутина.
В ответ на это в 1292 году болгарский деспот Шишман I, считавший Браничево своим уделом, атаковал сербские земли и дошел до Печи. В отместку в том же году Милутин и Драгутин вторглись в Болгарию и осадили Видин. Шишман I бежал на Дунай к своему покровителю хану Ногаю. Опасаясь вмешательства татар, Милутин вернул все болгарские земли и отправил в качестве заложника своего сына Стефана.

### Война с братом

Владения Милутина (красным) и Драгутина (лиловым)

В 1299 году темник Ногай был убит ханом Тохтой. Используя замешательство, Стефан бежал к отцу. Большинство ученых считают, что после возвращения сына Милутин отдал ему в управление Зету, традиционно являвшуюся уделом наследных принцев. С этого времени отношения между Драгутином и королём стали ухудшаться. Драгутин считал права своего сына Владислава на престол более весомыми, чем права Стефана. Однако согласно хроникам Дубровника, первое упоминание о торговле между Дубровником и Стефаном относится к 1309 году. Это значит, что Стефан получил власть над Зетой в конце 1308 или в 1309 году, уже во время войны между Милутином и Драгутином, и это не может быть причиной возникновения конфликта между братьями.
Напряженность в отношениях с братом вынудила Милутина заключить в 1299 году мир с Византийской империей, что парадоксальным образом ослабило его позиции внутри королевства. Сербская знать, заинтересованная в продолжении войны и завоевании Македонии, стала склоняться к поддержке Драгутина. Однако Драгутин не смог в полной мере воспользоваться сложившейся ситуацией. В 1301 году между ним и Милутином начались боевые действия, но Драгутин не смог опереться на Венгрию, откуда рассчитывал получить военную помощь. В январе 1301 года умер последний венгерский король из династии Арпадов, Андраш III, и в Венгрии началась гражданская война между анжуйской партией, поддерживавшей Карла Роберта, и оппозицией, поддерживавшей Вацлава III Чешского. Поэтому Драгутин, имевший свои интересы в этой войне, не смог сосредоточиться на возвращении сербского престола. На рубеже 1308/1309 годов Карл Роберт разбил Вацлава III Чешского. Сокращение числа претендентов на трон дало возможность Драгутину предложить кандидатуру своего сына Владислава на венгерский престол. Однако в 1309 году Карл Роберт одолел свои политических врагов, и сторонники Драгутина были вынуждены перейти в оппозицию.
О военных действиях Драгутина против Милутина мало что известно. Согласно византийским источникам, около 1300 года Драгутин готовил нападение на земли брата, но отказался от этой затеи, узнав о прибытии в королевскую армию византийского подкрепления. Война стремительно охватила почти всю территорию Сербии. В 1302 году Милутин завладел серебряными рудниками в Руднике, и вскоре стороны заключили мир, нарушенный уже в следующем году. Война велась в течение десяти лет. Ряд ученых относит её окончание к 1312 году, в то время как Мавроматис указывает на 1314 год. Несомненно, периоды боевых действий перемежались с моментами мира. Военные действия представляли собой осады крепостей, а не сражения в открытом поле. Милутин сумел удержать престол, так как сохранил контроль над серебряными рудниками, которые в условиях потери лояльности значительной части властелы позволили ему содержать наемную армию.  
Мирные переговоры велись при посредничестве представителей Сербской православной церкви. Условия мирного договора не сохранились до нашего времени. Предполагается, что отношения между двумя правителями вернулись к довоенному состоянию, Драгутин вернул себе утраченные территории, в том числе Рудник. Споры среди исследователей вызывает является вопрос об объявлении по итогам войны наследником престола сына Драгутина Владислава.

### Последние годы жизни

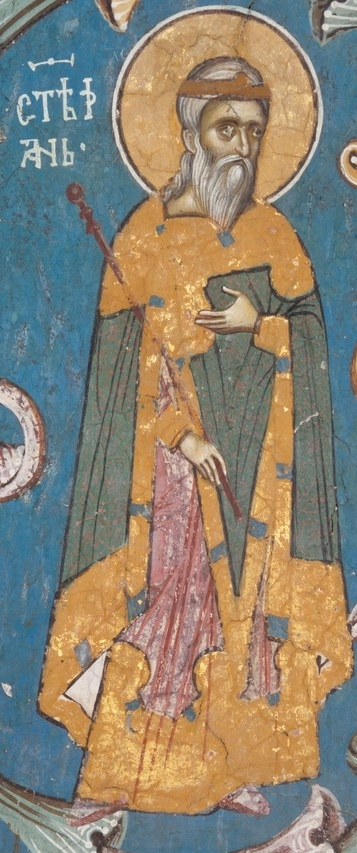
Драгутин в конце жизни.

8 февраля 1314 года скончалась мать Драгутина Елена Анжуйская. Несмотря на сильную привязанность к ней, Драгутин не присутствовал на её похоронах. Историки предполагают, что он боялся быть схваченным Милутином. В том же году сын Милутина Стефан восстал против власти отца. Король подавил восстание приказал ослепить сына и посадить его в тюрьму. Некоторые историки утверждают, что после этого король назначил своим преемником сына Драгутина Владислава.

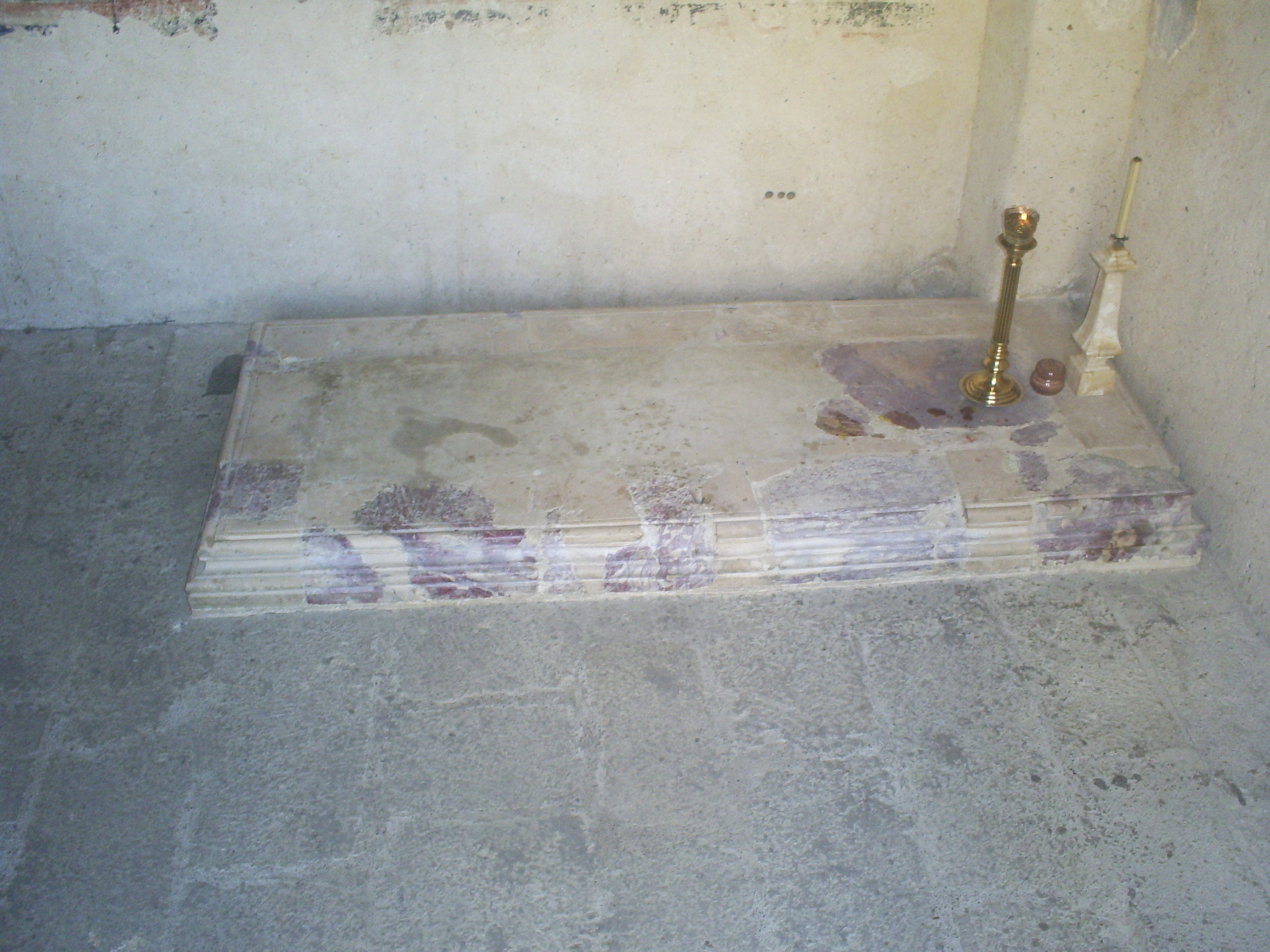
Гробница Драгутина в монастыре Джурджеви-Ступови

После того, как Милутин подавил восстание своего сына Стефана, Драгутин прибыл к могиле матери, а затем отправился к брату, который тогда находился в своей резиденции в Паунполье близ Урошеваца. Встреча двух правителей прошла в дружественной обстановке и, по мнению Желько Файфрича, между Милутином и Драгутином после этого больше не было противоречий.
К концу своей жизни Драгутин стал очень религиозным. Готовясь к смерти, он спал в гробу. В 1314 году он отрекся от престола Срема в пользу своего сына и стал монахом под именем Феоктист. Несмотря на его связи с католицизмом, в конце жизни он поддерживал развитие Православной церкви в Мачве — строил храмы, поощрял миссионерство православных священников. Также он учредил митрополии в Мачве и Браничеве. Драгутин построил несколько монастырей — Рача, Троноша, Тавна, Мала-Ремета, Бешеново, а также церковь Святого Ахиллия в Ариле.
Драгутин умер 12 марта 1316 года и был похоронен в монастыре Джурджеви-Ступови близ Нови-Пазара. После его смерти Милутин расторг соглашение, заключенное ранее, и захватил земли племянника, за исключением Мачвы и Белграда, которые в 1319 году были заняты венграми.

## Семья
Около 1268 года Драгутин женился на венгерской принцессе Каталине, дочери короля Иштвана V. От этого брака известны четверо детей:
- Стефан Владислав II — король Срема в 1314—1325.
- Елизавета, жена боснийского бана Степана Котромана, мать будущего короля Боснии Степана (II).
- Урсула, жена Павла Шубича
- Урошиц — похоронен как монах Стефан[35][17].

## Родословная
|  |                       |  |  |  |  |  |  |  |  |  |  |  |  |  |  |  |
|  | Завид                 |  |  |  |  |  |  |  |  |  |  |  |  |  |  |  |
|  |                       |  |  |  |  |  |  |  |  |  |  |  |  |  |  |  |
|  |                       |  |  |  |  |  |  |  |  |  |  |  |  |  |  |  |
|  | Стефан Неманя         |  |  |  |  |  |  |  |  |  |  |  |  |  |  |  |
|  |                       |  |  |  |  |  |  |  |  |  |  |  |  |  |  |  |
|  |                       |  |  |  |  |  |  |  |  |  |  |  |  |  |  |  |
|  | Стефан Первовенчанный |  |  |  |  |  |  |  |  |  |  |  |  |  |  |  |
|  |                       |  |  |  |  |  |  |  |  |  |  |  |  |  |  |  |
|  |                       |  |  |  |  |  |  |  |  |  |  |  |  |  |  |  |
|  | Анастасия Сербская    |  |  |  |  |  |  |  |  |  |  |  |  |  |  |  |
|  |                       |  |  |  |  |  |  |  |  |  |  |  |  |  |  |  |
|  |                       |  |  |  |  |  |  |  |  |  |  |  |  |  |  |  |
|  | Стефан Урош I         |  |  |  |  |  |  |  |  |  |  |  |  |  |  |  |
|  |                       |  |  |  |  |  |  |  |  |  |  |  |  |  |  |  |
|  |                       |  |  |  |  |  |  |  |  |  |  |  |  |  |  |  |
|  | Энрико Дандоло        |  |  |  |  |  |  |  |  |  |  |  |  |  |  |  |
|  |                       |  |  |  |  |  |  |  |  |  |  |  |  |  |  |  |
|  |                       |  |  |  |  |  |  |  |  |  |  |  |  |  |  |  |
|  | Райнеро Дандоло       |  |  |  |  |  |  |  |  |  |  |  |  |  |  |  |
|  |                       |  |  |  |  |  |  |  |  |  |  |  |  |  |  |  |
|  |                       |  |  |  |  |  |  |  |  |  |  |  |  |  |  |  |
|  | Анна Дандоло          |  |  |  |  |  |  |  |  |  |  |  |  |  |  |  |
|  |                       |  |  |  |  |  |  |  |  |  |  |  |  |  |  |  |
|  |                       |  |  |  |  |  |  |  |  |  |  |  |  |  |  |  |
|  | Стефан Драгутин       |  |  |  |  |  |  |  |  |  |  |  |  |  |  |  |
|  |                       |  |  |  |  |  |  |  |  |  |  |  |  |  |  |  |
|  |                       |  |  |  |  |  |  |  |  |  |  |  |  |  |  |  |
|  | Елена Анжуйская       |  |  |  |  |  |  |  |  |  |  |  |  |  |  |  |
|  |                       |  |  |  |  |  |  |  |  |  |  |  |  |  |  |  |
|  |                       |  |  |  |  |  |  |  |  |  |  |  |  |  |  |  |